# Microgaster campestris
Microgaster campestris är en stekelart som beskrevs av Vladimir Ivanovich Tobias 1964. Microgaster campestris ingår i släktet Microgaster och familjen bracksteklar. Inga underarter finns listade i Catalogue of Life.